# Bíró Mihály (labdarúgó)
Bíró Mihály, beceneve Dani, (Budapest, 1919. szeptember 27. – Budapest, 1970. június) labdarúgó, csatár. Beceneve alapján Bíró Daniként volt ismertebb. A sportsajtóban Bíró II-ként szerepelt.

## Pályafutása

### Klubcsapatban
1937 és 1940 között a Ferencváros játékosa volt. Kétszeres magyar bajnok, egyszeres közép-Európai-kupagyőztes. Összesen 40 mérkőzésen szerepelt a Fradiban (26 bajnoki, 13 nemzetközi, 1 hazai díjmérkőzés) és 11 gólt szerzett (7 bajnoki, 4 egyéb).

### A válogatottban
1938. április 24-én, Bécsben szerepelt a legjobbak között. A mérkőzés eredetileg hivatalos osztrák-magyar találkozó lett volna, de Ausztriát közben a hitleri Németország bekebelezte, így Bécs-Budapest néven rendezték meg a mérkőzést, amely 5-3-as magyar győzelmet hozott. Bíró tagja volt az 1938-as franciaországi világbajnokságon ezüstérmet szerzett csapatnak, de pályára nem lépett így érmet sem kapott. Hivatalos válogatott mérkőzésen nem szerepelt.

## Sikerei, díjai
- Magyar bajnokság
  - bajnok: 1937–38, 1939–40
  - 2.: 1938–39
- Közép-európai kupa
  - győztes: 1937